# Parabezzia
Parabezzia is een geslacht van stekende muggen uit de familie van de knutten (Ceratopogonidae).

## Soorten
- P. alexanderi Wirth, 1965
- P. atchleyi Grogan and Wirth, 1977
- P. bystraki Grogan and Wirth, 1977
- P. downesi Wirth, 1965
- P. eupetiolata Grogan and Wirth, 1977
- P. horvathi Grogan and Wirth, 1977
- P. huberti Grogan and Wirth, 1977
- P. inermis (Coquillett, 1902)
- P. neunguis Grogan and Wirth, 1977
- P. petiolata Malloch, 1915
- P. texensis Grogan and Wirth, 1977
- P. unguis Wirth, 1965
- P. williamsi Wirth, 1965